# Loglan
Loglan é uma língua construída desenhada originalmente para a investigação em linguística, em particular para demonstrar a Hipótese de Sapir-Whorf.
Vem sendo desenvolvido desde 1955 por James Cooke Brown com o objetivo de estabelecer um idioma tão diferente dos naturais que, se a hipótese antes nomeada fosse certa, levaria as pessoas à pensar de uma maneira diferente e menos limitada.
O loglan é a primeira língua lógica criada e por tanto tem servido de base e inspiração para desenvolver línguas posteriores como o Lojban e o Ceqli.
O Dr. Brown fundou o Instituto Loglan para desenvolver a linguagem e aplicações relacionadas com ela, mas de fato nunca deixou de considerá-lo um projeto de investigação em processo e incompleto. Por isso, apesar de haver publicado estudos acerca do projeto do Loglan, nunca o "lançou" ao público em geral.
Esta foi em parte a base para que um grupo de seus seguidores formasse o Logical Language Group (Grupo da linguagem lógica) com o objetivo de criar uma língua sob os mesmos princípios mas alentando a seu uso geral e sua adoção como língua natural.